# گلیندیل هایتس ایلینوی
گلیندیل هایتس ایلینوی (به انگلیسی: Glendale Heights) یک روستا در ایالات متحده آمریکا است که در ایلینوی قرار دارد. گلیندیل هایتس ایلینوی ۱۴٫۲۷ کیلومتر مربع مساحت و ۳۴٬۲۰۸ نفر جمعیت دارد.